# Линасен, Типапан
Типапан Линасен (тайск. ทิพาพรรณ ลีนะแสน; род. 9 сентября 1943) — таиландская легкоатлетка, выступавшая в прыжках в высоту. Участница летних Олимпийских игр 1964 года, серебряный призёр летних Азиатских игр 1962 года.

## Биография
Типапан Линасен родилась 9 сентября 1943 года.
В 1962 году завоевала серебряную медаль летних Азиатских игр в Джакарте в прыжках в высоту, показав вместе с Мьин Мьин Айе из Бирмы результат 1,50 метра и уступив 10 сантиметров победительнице Кинуко Цуцуми из Японии.
В 1964 году вошла в состав сборной Таиланда на летних Олимпийских играх в Токио. В прыжках в высоту не взяла в квалификации начальную высоту 1,55 метра.

## Личный рекорд
- Прыжки в высоту — 1,50 (август 1962, Джакарта)[1]